# Список умерших в 1403 году

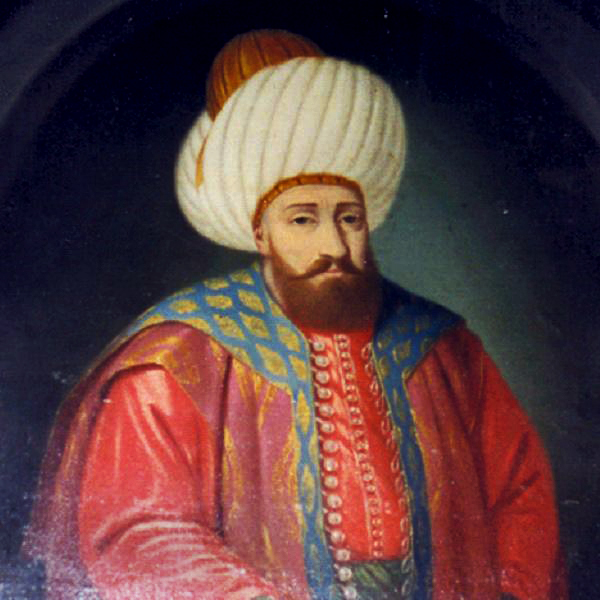
Баязид I

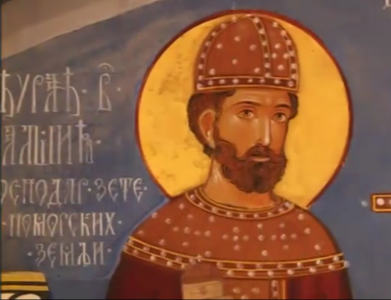
Георгий II Балшич

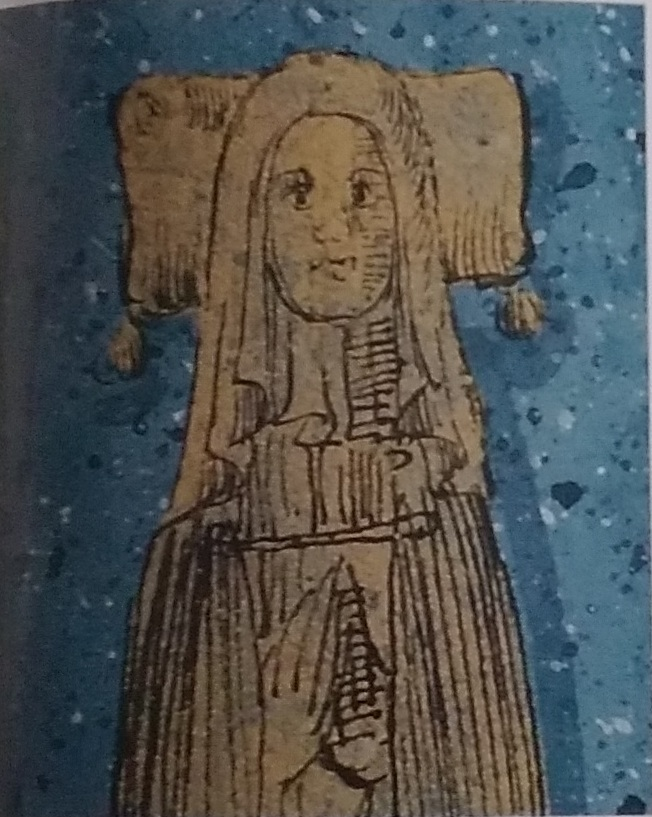
Екатерина Суинфорд

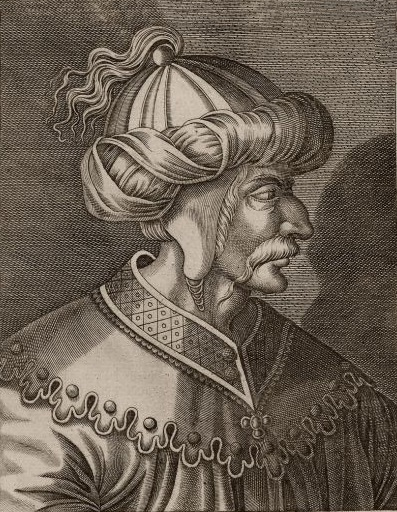
Иса Челеби

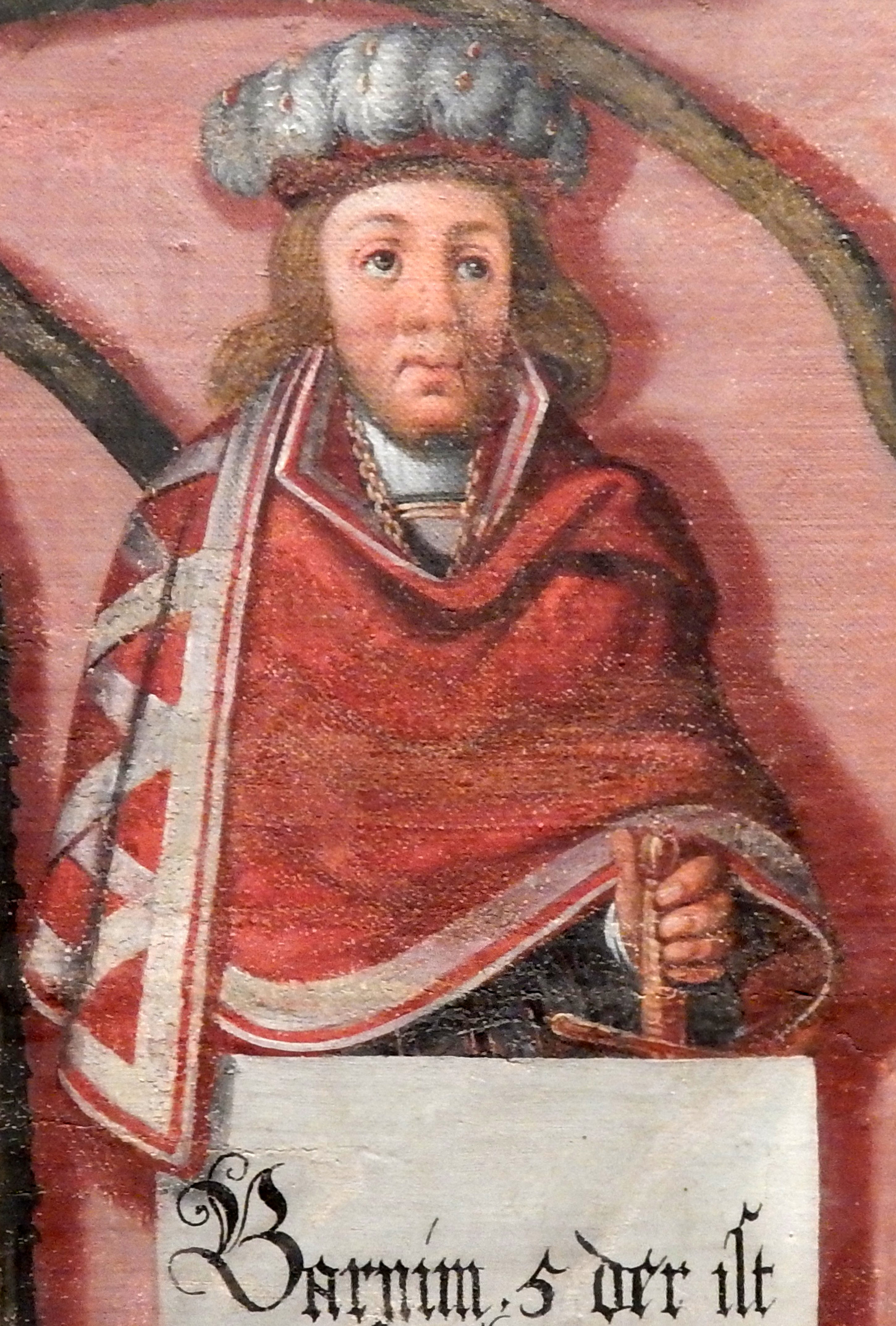
Барним V

В этой статье представлен список известных людей, умерших в 1403 году.
См. также: Категория:Умершие в 1403 году

## Март
- 8 марта — Баязид I Молниеносный — 4-й правитель и 2-й султан Османской империи (1389—1402); умер в плену у Тимура.
- 13 марта — Мухаммад Султан — принц из династии Тимуридов, старший сын Джахангира, один из главных военачальников Тимура, наследник империи.

## Апрель
- Георгий II Балшич — пятый господарь Зеты из династии Балшичей (1385—1403), скончался от ран, полученных в ноябре 1402 года в битве при Триполье

## Май
- 10 мая — Кэтрин Суинфорд — герцогиня-консорт Ланкастерская и Аквитанская (1396—1399), жена Джона Гонта, дама ордена Подвязки (1387).
- 30 мая — Ричард ле Скруп — английский аристократ, первый барон Скруп из Болтона (с 1371). Участник Столетней войны и войн с Шотландией, лорд-казначей и лорд-хранитель Большой печати (1371—1375), лорд-канцлер (1378—1379, 1380—1382).

## Июнь
- 10 июня — Конрад II Олесницкий — князь Олесницкий, Козленский и Бытомский (1366—1403), князь Сцинавский (1397—1403).

## Июль
- 6 июля — Реджинальд де Кобем — английский аристократ, 2-й барон Кобем (1361—1403).
- 21 июля:
  - Уолтер Блаунт — английский рыцарь, участник Столетней войны, член парламента, участник восстания Оуайна Глиндура ; погиб в битве при Шрусбери;
  - Генри Перси Горячая Шпора — английский рыцарь и военачальник, старший сын Генри Перси, 4-го барона Перси из Алнвика, позже 1-го графа Нортумберленда; погиб в битве при Шрусбери;
  - Эдмунд де Стаффорд (26) — барон Стаффорд и граф Стаффорд (с 1395), лорд Верховный констебль Англии (с 1403), английский военачальник, рыцарь Бани (с 1399), кавалер ордена Подвязки (с 1402); погиб в битве при Шрусбери.
- 23 июля — Томас Перси — граф Вустер (1397—1403), участник восстания Оуайна Глиндура; взят в плен в битве при Шрусбери и казнён

## Август
- 13 августа — Смиль Флашка из Пардубиц — первый чешский поэт, имя которого дошло до нас.
- Карло Висконти — синьор Пармы, Кремоны и Борго-Сан-Доннино (1379—1385).

## Сентябрь
- 28 сентября — Альбрехт II — граф Гольштейн-Рендсбурга (1384/1385—1397), Гольштейн-Сегеберга (1394—1397) и Гольштейн-Киля (с 1397); несчастный случай (падение с лошади).
- Иса Челеби —  старший сын Баязида I, правитель Бурсы (1402—1403), один из претендентов на султанский престол в период Османского междуцарствия; убит.

## Октябрь
- 26 октября — Франческо II Гаттилузио — архонт Лесбоса (с 1384); несчастный случай.

## Ноябрь
- 20 ноября — Жанна Наваррская — принцесса Наваррская из дома Эврё, дочь короля Наварры Филиппа III Эврё и королевы Жанны II, жена 11-го виконта де Рогана Жана I.

## Декабрь
- 3 декабря — Роджер Скруп — английский аристократ, 2-й барон Скруп из Болтона (1403).
- 18 декабря — Жак де Эмрикур — франкоязычный нидерландский хронист, геральдист и генеалог, летописец дворянства Хеспенгау, автор трактата «Зерцало знати Эсбе».

## Дата неизвестна или требует уточнения
- Абу Зайян II ― двенадцатый правитель Тлемсена из династии Абдальвадидов (1393—1399); убит.
- Ахмад ибн Кутлуг — третий бей государства Ак-Коюнлу (1389—1403); убит в междоусобной борьбе.
- Барним V — князь Поморско-Старгард (1377—1402), князь Поморско-Слупский (1395—1402), князь Слупский, Славенский, Дарловский и Щецинецкий (1402—1403).
- Василий Дмитриевич Кирдяпа — князь Суздальский (1364—1382), князь Городецкий (1384—1403).
- Джордж Дуглас — шотландский аристократ, 1-й граф Ангус (1389—1403); умер от чумы в английском плену.
- Мир Саид Барака — потомок пророка Мухаммеда, религиозный деятель, суфийский учитель, считается духовным наставником Тимура.
- Сгур Буа Шпата — правитель Арты (1399 или 1400), правитель Ангелокастрона и Лепанто (1399/1400—1403); умер от ран, полученных во время боевых действий междоусобной войны в Артском деспотате.